# Guillermo X de Aquitania

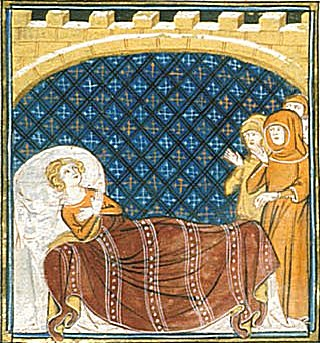
Guillermo X en su lecho de muerte

Guillermo VIII de Poitiers, conocido también como Guillermo X de Aquitania o Guillermo el Tolosano (del francés: Guillaume le Tolousane); en occitano: Guilhèm X de Peitieus (1099-Santiago de Compostela 9 de abril de 1137) fue un noble francés, el último conde de Poitiers y duque de Aquitania de la dinastía de los Rammulfides, ya que a su muerte esos títulos serían heredados por su hija, Leonor de Aquitania.
Llevó el título de conde de Poitiers de 1126 a 1137 con el nombre de Guillermo VIII y el de duque de Aquitania con el nombre de Guillermo X. Era hijo de Guillermo el Trovador, al que sucedió, y de Felipa, condesa de Tolosa, hija de Guillermo IV conde de Toulouse.
Se alió con el conde de Anjou, Godofredo el Bello, contra Normandía. Guerreó largo tiempo en el sur contra su vasallo del Aunis Isembert de Châtelaillon, mientras su frontera norte permanecía tranquila.
A partir de 1130, mal aconsejado, apoyó al antipapa Anacleto II junto con el legado de Girard d’Angulême durante cinco años, actitud que depuso tras una entrevista con san Bernardo de Claraval en el castillo de Parthenay.
Murió en el transcurso de una peregrinación a Santiago de Compostela. Mientras el obispo leía el oficio de la Pasión, cayó fulminado ante el altar mayor de la Catedral de Santiago el Viernes Santo del año 1137. En sus últimas voluntades pidió al rey de Francia Luis VI el Gordo que consintiera el matrimonio entre su hijo Luis VII el Joven y su hija mayor Leonor de Aquitania.
A finales de la Edad Media se convirtió en un personaje de leyenda, en parte confundido con Guillermo de Gellone y Guillermo de Maleval, fundador de los guillermitas.
Se casó con Leonor de Châtellerault y tuvieron por hijos a Leonor de Aquitania, Petronila (Alix) de Aquitania y Aigret de Aquitania, fallecido a temprana edad.
Es el famoso don Gaiferos de Mormaltán, que según el romance falleció en la Edad Media en la catedral compostelana tras completar la peregrinación.
| Predecesor: Guillermo IX de Aquitania (y VII de Poitiers) | Duque de Aquitania 1126-1137 | Sucesora: Leonor de Aquitania |
| Predecesor: Guillermo VII de Poitiers (y IX de Aquitania) | Conde de Poitiers 1126-1137  | Sucesora: Leonor de Aquitania |